# Сендерборг (замок)
За́мок Се́ндерборг (дан. Sønderborg Slot) — замок у Данії, колишня резиденція герцогів Сендерборзьких. Розташований у центрі міста Сендерборг на острові Альс поблизу південно-східного узбережжя Ютландії (область Південна Данія). У замку міститься музей, присвячений історії і культурі регіону (працює цілий рік).

## Історія
Вальдемар Великий 1158 року заснував замок на острові в протоці Альс-Сун (дан. Alssund), пізніше зв'язаному з островом Альс. Спочатку це була вежа для захисту від нападів вендів, що входила у велику систему фортифікаційних споруд. З часом замок збільшено й перебудовано.
У наступних роках між данським королем і герцогами Шлезвігу йшла боротьба за володіння островом Альс і містом Сендерборг, унаслідок чого замок неодноразово змінював власника. У замку відбулося весілля Вальдемара IV Аттердага і сестри герцога Гельвіґи.
Близько 1350 року замок значно розширено, збудовано Синю вежу (дан. Blåtårn) і величезні зовнішні стіни. 1490 року він перейшов у власність короля. Король Ганс і його син Кристіан II добудували замок і перетворили його в одну з найсильніших фортець Данії.
1523 року Кристіана II скинуто з престолу, а через кілька років ув'язнено в замку на 17 років. Згідно з легендою, його помістили в Синю вежу, але насправді він жив у королівських умовах і, ймовірно, мав можливість прогулюватися в межах зовнішніх стін, хоча й під суворим наглядом. Колишній король іноді навіть приєднувався до полювання дворян острова.
У часах короля Кристіана III в середині XIV століття фортецю покращено. Архітектор Геркулес фон Оберберг у період між 1549—1557 роками перетворив її на замок з чотирма бічними крилами. Збережено західне крило часів короля Ганса, три інші збудовано в стилі Ренесансу.
Після смерті 1559 року Крістіана III Оберберг у 1568—1570 роках збудував для королеви-вдови Доротеї унікальну каплицю замку.
Після смерті Доротеї 1571 року замок перейшов у власність герцога Ганса II фон Шлезвіг-Гольштейн-Сендерборг-Плена, протягом правління якого замок був центром герцогства, яке після його смерті 1622 року було розділене.
Замок залишався в руках герцога Шлезвігу до 1667 року, коли герцогство Сеннерборг разом з замком приєднано до данських королівських володінь. У замку залишилася резиденція представника герцогства. У період від 1667 до 1718 року замок здебільшого не використовувався.
У 1718—1726 роках король Фредерік IV за допомогою головного підрядника Вільгельма фон Платена (нім. Wilhelm von Platen) перебудував замок у стилі бароко. В 1755 році Синю вежу знесено. У 1764 році замок перейшов до рук герцога Августенбурзького, але він не став його резиденцією, а був зданий в оренду під склад.
Під час Дансько-пруської війни 1848—1850 років і Данської війни 1864 року використовувався як шпиталь і місце розквартирування данських військ.
Після війни 1864 року острів і замок перейшли до Прусії і від 1867 до 1918 року слугували бараками, поки не були знову повернуті Данії в 1920 році. Останній герцог Августенбурзький Ернст Гюнтер 1920 року дозволив музею муніципалітету Сеннерборг зайняти частину замку. Наступного року данський уряд викупив замок у герцога і дозволив розміститися в ньому кільком установам (з урахуванням поступового розширення музею).
У 1945—1946 роках замок використовувався як місце для інтернування обвинувачених.
У 1964—1973 роках замок ґрунтовно перебудовано, йому повернуто вигляд у стилі бароко, який він мав у часи Фредеріка IV. Вікна тієї епохи замінено «масками» — вікнами з широкими дерев'яними рамами. Початкові фортечні вали в 1970-х роках стали частиною садів.

## Музей
Від 1921 року в замку розташований Музей замку Сендерборг (дан. Museet på Sønderborg Slot), який є головним музеєм колишнього герцогства Шлезвіг. Музей володіє колекцією експонатів місцевої та регіональної історії з часів Середньовіччя до наших днів. Особливу увагу приділено війнам 1848—1850 та 1864 років, періоду Другої світової війни, а також возз'єднанню з Данією 1920 року.
Також у музеї проходять виставки предметів судноплавства, текстильної промисловості та ремесел. Є невелика колекція картин, що включає роботи живописців південної Ютландії.

## Каплиця замку Сендерборг
Унікальна каплиця замку, також відома як Капличка королеви Доротеї, побудована в 1568—1570 роки Геркулесом фон Обербергом для королеви Доротеї, відбиває зміни, які відбувалися в Данії після Реформації. Вона залишилася в майже незмінному вигляді і, як уважається, є однією з найстаріших і найкраще збережених лютеранських королівських каплиць Європи.
Багато частин каплиці виготовлено в Антверпені в майстерні архітектора Франса Флоріса. Одному з синів королівської пари, герцогові Гансу II, в каплиці збудовано склеп з дверима з мармуру і алебастру.
Будівництво органа каплиці приписують майстру Германну Рафаелісу (бл. 1515 — 8 липня 1583, нід. Hermann Raphaëlis). Створено його близько 1570 року. Фарбування органа датується переважно 1626 роком. Рафаеліс був родом з Голландії, сином майстра органобудування Габріеля Рафаеля Роттенстіна (нід. Gabriel Raphael Rottensteen). У Данію його запрошено близько 1550 року, імовірно для спорудження органа собору в Роскілле (збудований у 1555 році). 1557 року він брав участь у будівництві органу для каплиці Копенгагенського замку. Згодом переїхав до Саксонії, де будував органи каплиць замків саксонського курфюрста Августа, зятя королеви Доротеї.
1996 року данський органобудівник та історик Мадс К'єрсгард (дан. Mads Kjersgaard) перебудував орган відповідно до традицій XIV століття. У музеї діє постійна виставка збережених частин органа епохи Ренесансу.
Під західною галереєю каплиці розташовані хори, під якими спочатку було місце для короля. Його усунуто після зміни положення органа 1626 року. Крісла, а також кафедру проповідника і три фігури поміщені на органі 1626 року, виготовив місцевий різьбяр по дереву Нільс Таусен (дан. Niels Tagsen). Тоді ж місцевий майстер Вульф Петерсен (дан. Wulf Petersen) частково перефарбував корпус і дверцята органа.
Каплицю можна відвідати в години роботи музею.

## Велика зала
Велика Зала (дан. Riddersal) довжиною 34 м була кімнатою для прийому гостей герцога і місцем проведення вечірок і танців. Приміщення досі використовується для особливих подій. Наприклад, 1998 року там відбулося одруження племінниці королеви Маргрете II, принцеси Александри (Alexandra), і графа Джефферсона-Фрідріха (Jefferson-Friedrich).

## Керування замком
Замок Сендерборг належить Данії, ним керує спеціальне агентство (дан. Slots- og Ejendomsstyrelsen). Його використовує Музей замку Сендерборг.